# Copa Mundial Femenina de Rugby League de 2017
La Copa Mundial Femenina de Rugby League de 2017 fue la quinta edición de la Copa Mundial Femenina de Rugby League. 
El organizador de la copa fue Australia.
El campeón fue Australia, consiguiendo su segundo campeonato.

## Equipos participantes
- Australia
- Canadá
- Inglaterra
- Islas Cook
- Nueva Zelanda
- Papúa Nueva Guinea

## Fase de grupos

### Grupo A
| Pos. | Equipo     | Encuentros | Encuentros | Encuentros | Encuentros | Tantos  | Tantos    | Tantos     | Puntos |
| Pos. | Equipo     | jugados    | ganados    | empatados  | perdidos   | a favor | en contra | diferencia | Puntos |
| ---- | ---------- | ---------- | ---------- | ---------- | ---------- | ------- | --------- | ---------- | ------ |
| 1    | Australia  | 3          | 3          | 0          | 0          | 184     | 4         | +180       | 6      |
| 2    | Inglaterra | 3          | 1          | 0          | 2          | 52      | 68        | -16        | 2      |
| 3    | Islas Cook | 3          | 1          | 0          | 2          | 26      | 150       | -124       | 2      |

| 16 de noviembre de 2017 | Australia | 58 - 4 | Islas Cook |  |  |

| 19 de noviembre de 2017 | Australia | 38 - 0 | Inglaterra |  |  |

| 22 de noviembre de 2017 | Inglaterra | 16 - 22 | Islas Cook |  |  |

### Grupo B
| Pos. | Equipo             | Encuentros | Encuentros | Encuentros | Encuentros | Tantos  | Tantos    | Tantos     | Puntos |
| Pos. | Equipo             | jugados    | ganados    | empatados  | perdidos   | a favor | en contra | diferencia | Puntos |
| ---- | ------------------ | ---------- | ---------- | ---------- | ---------- | ------- | --------- | ---------- | ------ |
| 1    | Nueva Zelanda      | 3          | 3          | 0          | 0          | 164     | 4         | +160       | 6      |
| 2    | Canadá             | 3          | 1          | 0          | 2          | 26      | 146       | -120       | 2      |
| 3    | Papúa Nueva Guinea | 3          | 0          | 0          | 3          | 16      | 96        | -80        | 0      |

| 16 de noviembre de 2017 | Nueva Zelanda | 50 - 4 | Canadá |  |  |

| 19 de noviembre de 2017 | Canadá | 22 - 8 | Papúa Nueva Guinea |  |  |

| 22 de noviembre de 2017 | Nueva Zelanda | 38 - 0 | Papúa Nueva Guinea |  |  |

### Intergrupales
| 16 de noviembre de 2017 | Inglaterra | 36 - 8 | Papúa Nueva Guinea |  |  |

| 19 de noviembre de 2017 | Nueva Zelanda | 76 - 0 | Islas Cook |  |  |

| 22 de noviembre de 2017 | Australia | 88 - 0 | Canadá |  |  |

## Fase final

### Semifinal
| 26 de noviembre | Nueva Zelanda | 52 - 4 | Inglaterra |  |  |

| 26 de noviembre | Australia | 58 - 6 | Canadá |  |  |

### Final
| 2 de diciembre | Australia | 23 - 16 | Nueva Zelanda | Lang Park, Brisbane |  |

| Bandera de Australia |
| Campeón Australia    |
| Segundo título       |